# Jarmo Wasama
Jarmo Wasama (* 2. Dezember 1943 in Elimäki; † 2. Februar 1966 in Tampere) war ein finnischer Eishockeyspieler, der während seiner aktiven Karriere für Tampereen Ilves gespielt hat.

## Karriere
Jarmo Wasama spielte von 1960 bis 1966 in der höchsten finnischen Liga für Tampereen Ilves. Er gewann mit Ilves zweimal die finnische Meisterschaft, eine Silbermedaille und zwei Bronzemedaillen. Wasama wurde fünfmal zum All-Star der finnischen Meisterschaft gewählt. 1965 wurde er von Journalisten zum besten Spieler der finnischen Meisterschaft gewählt. Am 2. Februar 1966 starb Wasama bei einem Straßenverkehrsunfall. Seine Trikotnummer 2 wurde von Ilves gesperrt und an keinen Spieler mehr vergeben.

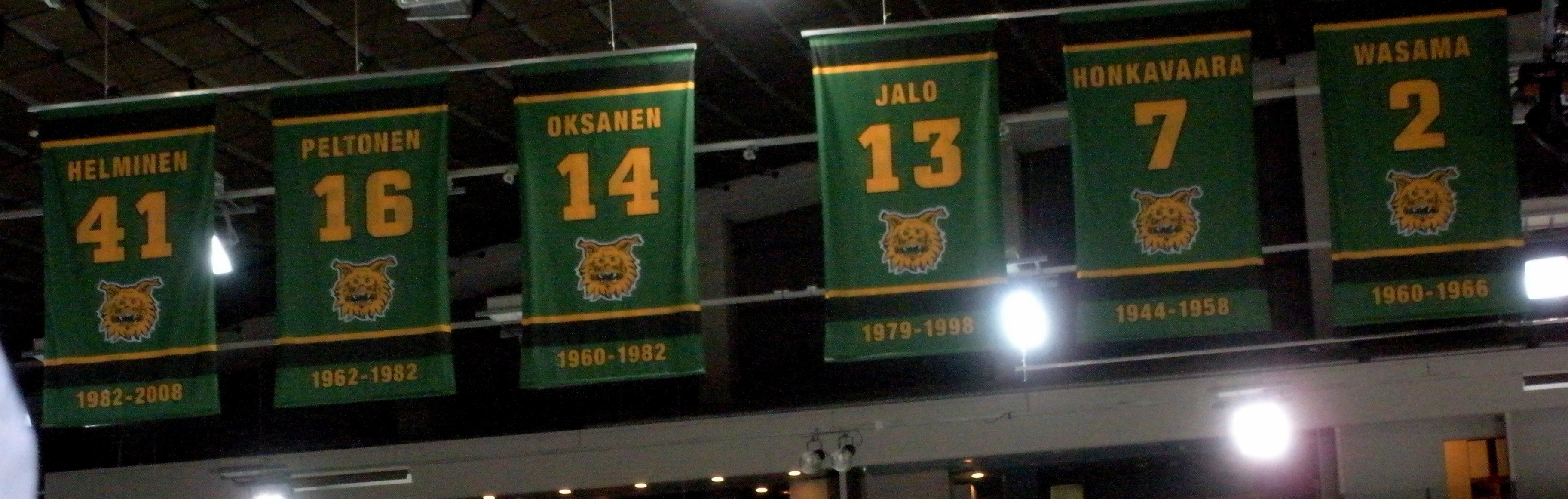
Banner der gesperrten Trikotnummern von Tampereen Ilves

Mit der finnischen Eishockeynationalmannschaft nahm er an drei Weltmeisterschaften und einer Ausgabe der Olympischen Spiele (1964) teil. Insgesamt kam er auf 74 Einsätze in der finnischen Nationalmannschaft. 1985 wurde Wasama in die finnische Hockey Hall of Fame aufgenommen.
Die Auszeichnung Jarmo Wasaman muistopalkinto, die von der SM-liiga jährlich an den besten Liganeuling (Rookie) vergeben wird, wurde nach ihm benannt.